# Christian Filips

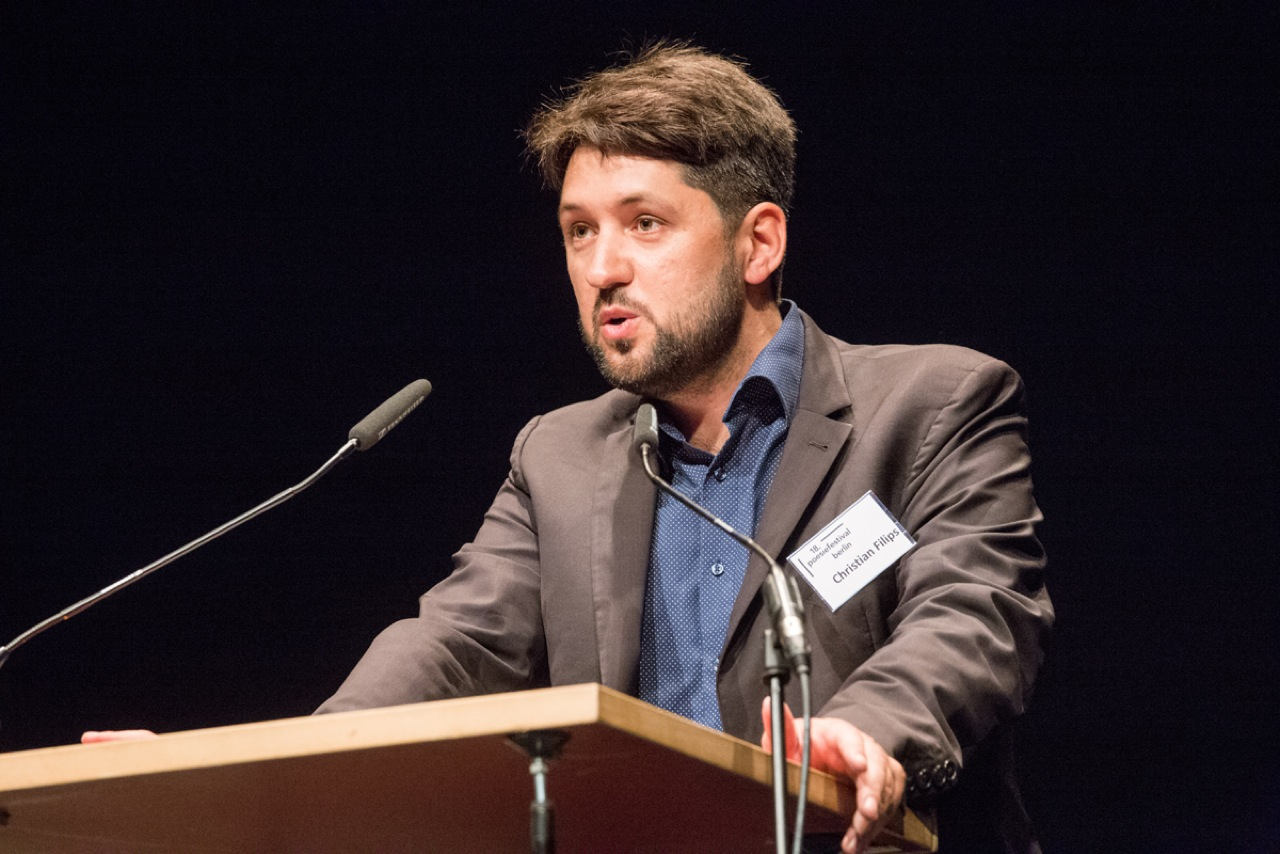
Christian Filips, Akademie der Künste Berlin (2017)

Christian Filips (* 22. November 1981 in Osthofen) ist ein deutscher Schriftsteller, Musikdramaturg und Regisseur.

## Leben
Christian Filips ist in Osthofen und Hattenheim aufgewachsen. Teile seiner Familie stammen ursprünglich aus der jugoslawischen Batschka. Nach dem Besuch einer Europäischen Schule in Belgien studierte er von 2000 bis 2003 Philosophie, Germanistik und Musikwissenschaft an der Universität Wien und arbeitete zeitweise als Tanztheaterdramaturg am Staatstheater Darmstadt. Für seinen ersten Gedichtband Schluck auf Stein (Elfenbein Verlag) erhielt er 2001 den Rimbaud-Preis des Österreichischen Rundfunks. Die frühen Texte beweisen eine starke Prägung durch die Wiener Gruppe.
2003 wechselte Filips an die Freie Universität Berlin, an der er 2008 sein Studium mit einer Arbeit zu Hölderlins spätesten Gedichten abschloss. Von 2003 bis 2010 arbeitete er vor allem als Musikdramaturg und Übersetzer, wobei seine Pasolini-Übersetzungen Dunckler Enthusiasmo und die Arbeit als Programmleiter für die Sing-Akademie  größere Beachtung fanden. 2020 erschien seine Monographie Der Unsterblichkeitsclown zu dem Wiener Dichterkomponisten Adalbert von Goldschmidt (1848–1906).
Seit 2010 arbeitet er verstärkt als Regisseur für das Theater und hat einige filmische Arbeiten vorgelegt. Größere Arbeiten, die Spielprinzipien des epischen Theaters, Musiktheater und Aktionskunst vermischen, waren u. a. im Haus der Berliner Festspiele und am Maxim-Gorki-Theater zu sehen. 2015 inszenierte er an der Berliner Volksbühne Die Bismarck als „Moratorium für die Eiserne Kanzlerin in Dir“ (u. a. mit Sophie Rois und Daniel Zillmann), 2018 am selben Haus die szenische Uraufführung von Bernd Alois Zimmermanns Funkoratorium Des Menschen Unterhaltsprozess gegen Gott (mit Margarita Breitkreiz, Mex Schlüpfer u. a.) und im Oktober 2019 die Revue einer verpassten Gelegenheit mit Milan Peschel und Marion Brasch. 2020 entstand für Burg Hülshoff - Center for Literature ein filmischer Essay zu Pier Paolo Pasolini. 2017 war er im Beirat des Impulse Theater Festivals, 2021 inszenierte er zu Rosa Luxemburgs 150. Geburtstag im Auftrag der Volksbühne Armand Gattis Stück Rosa Kollektiv als mehrteilige Webserie und für das Chios Music Festival das Musiktheaterstück Singing Trees, mit Kindern aus Griechenland, Deutschland und mit geflüchteten Kindern aus dem Lager Vial. Im April 2023 kuratierte er im Auftrag der Universität zu Köln das weltliterarische Festival Poetica unter dem Motto Das chorische Ich und arbeitete dabei zusammen mit Patti Smith, Kim de l’Horizon, Daniela Danz, Logan February, Lionel Fogarty, Kateryna Kalytko, Els Moors, Sukirtharani und Zheng Xiaoqiong. Im Oktober 2024 wurde er als Guest Speaker an die Brown University in Providence, Rhode Island, eingeladen und hielt Lectures, Workshops und Vorträge über diachrone Poetiken, zeitgenössische Interpretationen von Brechts Theater und queere Übersetzungsverfahren. Im November 2024 inszenierte er an der Volksbühne am Rosa-Luxemburg-Platz 777 / Die sieben Todsünden, eine Aufführung von Adalbert Goldschmidts gleichnamigem Oratorium, ergänzt um eigene Texte und Auszüge aus Theodor Herzls Roman Altneuland.
Seit 2002 lebt Filips als freier Autor in Berlin, von 2006 bis 2014 lebte er in einer Wohngemeinschaft mit Elke Erb und entwickelte mit ihr u. a. das Format Haushaltsfragen. Seine eigenen Texte und Übersetzungen erscheinen vor allem im Schweizer Verlag Urs Engeler Editor. Als kennzeichnend für seine Arbeiten gilt eine „bewegliche lyrische Mischsprache“ (NZZ), die „Sozio- und Dialekte, Journalisten- und Fachsprachen“, aber auch einen geschichtsbewussten Ton und geisteswissenschaftliche Diskurse mit einbezieht.
Gemeinsam mit Urs Engeler gibt Filips seit 2010 die roughbooks heraus, eine Reihe für zeitgenössische Poesie, seit 2024 zusätzlich die Reihe Poesie Dekolonie, in der u. a. seine Übersetzungen von James Baldwin und Logan February erschienen sind. Eine enge Zusammenarbeit verbindet ihn mit Kai-Uwe Jirka (Dirigent, Chorleiter) und Monika Rinck (Autorin). Zudem übersetzt Filips, vornehmlich aus dem Englischen, Italienischen und Niederländischen (J. H. Prynne, Paul Bogaert, Els Moors). In Tandems und Kollektiven und unter Verwendung von Interlinear-Übersetzungen dichtet er Poesie auch aus Sprachen nach, die er nicht spricht. 2023 erhielt er für seine Arbeiten den Erlanger Literaturpreis für Poesie als Übersetzung. Im Januar 2017 gründete er in der „Neuen Nachbarschaft Moabit“ das mehrsprachige Literatur- und Übersetzungskollektiv WIESE / مرج (Wie es ist), das mit Arbeiten im Hamburger Bahnhof, im Literarischen Colloquium, in Graz und in Wien zu sehen war. Zum Kollektiv gehören u. a. Marwa Younes Almokbel, Galal Alahmadi, Sandra Burkhardt, Kenan Khadaj.

## Literarische Arbeiten
- Schluck auf Stein. Elfenbein Verlag, Heidelberg 2001, ISBN 978-3-932245-44-2
- Heiße Fusionen Eins. roughbooks, Berlin/Holderbank 2010.
- Der Scheiße-Engel. Eine Analyse. Peter Engstler Verlag, Ostheim 2015, ISBN 978-3-941126-80-0
- Heiße Fusionen Zwei, Beta-Album. Gedichte und Analysen zur poetischen Ökonomie, roughbooks, Berlin/Schupfart 2018, ISBN 978-3-906050-45-4[18]
- Im Traum die Auskunft sagt: Hier! Ausgewählte Gedichte 1996–2023, Urs Engeler Verlage 2023, ISBN 978-3-907369-11-1[19]

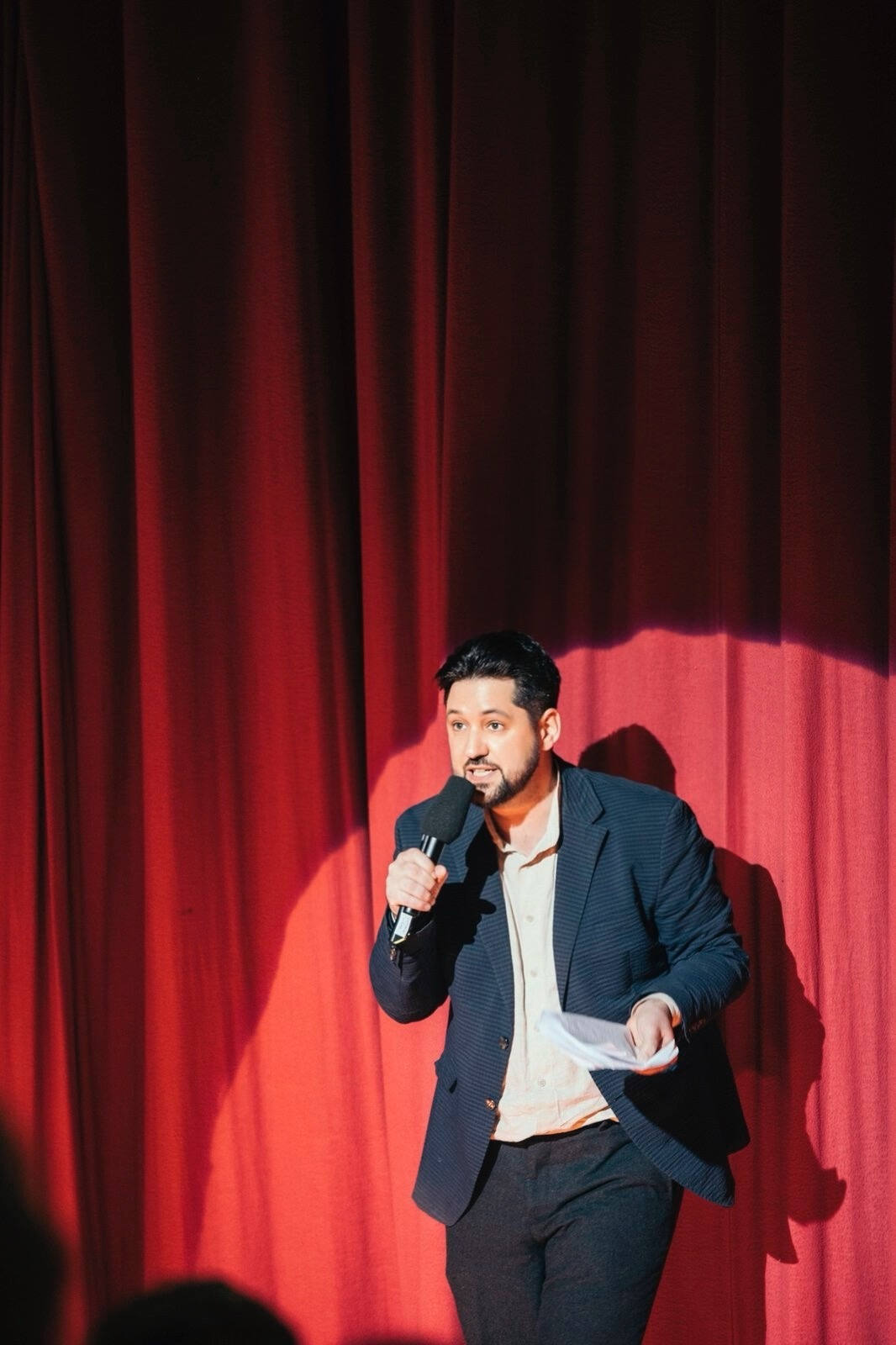
Christian Filips, Schauspiel Köln, Poetica (2023)

## Inszenierungen, Theaterarbeiten (Auswahl)
- Manfred. Ein Melodram nach Lord Byron / Robert Schumann. Mit Jens Harzer u. a. Gethsemanekirche Berlin 2010
- Eine Lustjagd. Musiktheater nach Heinrich von Kleist. Mit Michael Wertmüller, Martin Engler u. a. Maxim-Gorki-Theater 2011
- Le Martyre de Saint Sébastien. Ein Mysterienspiel nach Claude Debussy / Gabriele d’Annunzio / Rainer Werner Fassbinder. Mit Hanna Schygulla, der Sing-Akademie zu Berlin u. a., Kaiser-Wilhelm-Gedächtniskirche 2012
- Peeping at Pepys. Ein Musiktheater mit Gustav Peter Wöhler und der Lautten Compagney, Berliner Ensemble 2013
- Schemelli Shots. Ein Musiktheater nach J.S. Bach. Mit Knaben des Staats- und Domchor Berlin, Festival de Torroella de Montgri 2013
- Tristram Shandy. Ein Oratorium, das es nie gegeben haben wird. Nach Laurence Sterne. Mit Sophie Rois, Volker Spengler, Haus der Berliner Festspiele 2013
- Andre Schafe Afrika. The Queer Hiphophope Community Church. Mit Octopizzo, Uferhallen Wedding 2014
- Die Bismarck. Ein Moratorium für die Eiserne Kanzlerin. Mit Sophie Rois, Susanne Bredehöft, Daniel Zillmann, Volksbühne Berlin 2015
- The Mumbai Tea Party. Eine poetische Intervention im Stadtraum von Mumbai. Mit Sukirtharani, Annie Zaidi, Jameela Nishat, Veerankutty, Chaiwallas, Tea Stalls Mumbai, im Auftrag des Goethe-Instituts Indien 2016[20]
- Hiob. Eine Sacra Rappresentazione von Luigi Dallapiccola / Giacomo Carissimi, Mit Susanne Bredehöft, Thorsten Heidel, Staats- und Domchor Berlin, Kaiser-Wilhelm Gedächtniskirche, 2016
- Die Abenteuer der Rosinante. Ein Hörstück nach Cervantes. Mit Mechthild Großmann, Lautten Compagney, Gastspiele u. a. Berliner Ensemble, Schwetzinger Musikfestspiele, Schauspielhaus Bochum, Staatstheater Kassel, 2016–2018[21]
- The Triumph of Time, Truth and... Stupidity? Ein Oratorium von Georg Friedrich Händel / Bernd Alois Zimmermann. Mit Werner van Mechelen, Hanna Herfurtner, Symphonieorchester der Universität der Künste Berlin, Konzertsaal der Universität der Künste Berlin, Juni 2018
- Der fröhliche Weinberg. Eine Volksauktion von / nach Carl Zuckmayer. Mit Walter Plathe, Margarita Breitkreiz, Maximilian Brauer, Mex Schlüpfer, u. a., September 2018
- David et Jonathan, Oper von Marc-Antoine Charpentier, St. Elisabethkirche, Mit Benedikt Kristjansson, Thoma Wutz, Staats- und Domchor Berlin
- Des Menschen Unterhaltsprozess gegen Gott. Ein Funkoratorium von B.A. Zimmermann / Calderon. Volksbühne am Rosa-Luxemburg-Platz, November 2018, Oktober 2018
- Revue einer verpassten Gelegenheit, Volksbühne am Rosa-Luxemburg-Platz, November 2019, Mit Milan Peschel, Marion Brasch, Annekathrin Bürger, Elke Erb, Knorkator, Gregor Gysi u. a.
- Teatro Piscator. Volksbühne am Rosa-Luxemburg-Platz, 26./27. Oktober 2020. Mit Ilse Ritter, Ilja Richter, Hermann Treusch, Margarita Breitkreiz, Maximilian Brauer, Schönmösenpunkrock Nobelschrott, Berliner Turnerschaft u. a.[22]
- Rosa Kollektiv, Volksbühne am Rosa-Luxemburg-Platz, Dezember 2020 bis März 2021, elfteilige Webserie zum 150. Geburtstag von Rosa Luxemburg, nach Armand Gatti, u. a. mit Maximilian Brauer, Steve Mekoudja, Luise Meier, Mariana Senne, Savita Singh, Jörn Schütrumpf, Yoshiko Waki
- Singing Trees. What times are these? Oktober 2021, Homerion Cultural Centre Chios, Griechenland, u. a. mit Chor und Orchester der Chios Music School, dem Staats- und Domchor Berlin und geflüchteten Kindern aus dem Camp Vial / Chios
- Aufstand der Fischer(-chöre), Erwin Piscator, Volksbühne am Rosa-Luxemburg-Platz, zusammen mit Hans Broich, Margarita Breitkreiz, Max Linz, Ruth Rosenfeld, Dongkyu Leo Kim, Lysius Refugio Chor Neukölln, 2022
- Das chorische Ich. Poetica. Festival für Weltliteratur, Universität Köln / Schauspiel Köln, mit Patti Smith, Kim de l’Horizon, April 2023
- 777 / Die sieben Todsünden, Volksbühne am Rosa-Luxemburg-Platz, November 2024. Mit Sophie Rois, Susanne Bredehöft, Margarita Breitkreiz, Ariel Nil Levy, Silvia Rieger u. a., Sing-Akademie zu Berlin, Staats- und Domchor Berlin, Kammersymphonie Berlin

## Herausgeberschaften, wissenschaftliche Arbeiten
- Sprache der Engel. Die Kunstreligion der Sing-Akademie zu Berlin um 1800 und ihre Wirkung auf Wackenroder und E.T.A. Hoffmann. Berlin-Brandenburgische Akademie der Wissenschaften, Berlin 2008, ISBN 978-3-05-004655-6
- Der Singemeister. Carl Friedrich Zelter. Schott Verlag, Mainz 2008
- Meins. Gedichte von Elke Erb roughbooks, Berlin/Holderbank 2010
- Variations sérieuses. Neue Musik trifft neue Poesie, Holderbank 2011
- Deins. 31 Reaktionen zu Elke Erb roughbooks, Berlin/Holderbank 2011
- Sing-Akademie zu Berlin. In: Handbuch der Berliner Vereine und Gesellschaften 1786–1815, Berlin-Brandenburgische Akademie der Wissenschaften 2015
- Der Unsterblichkeitsclown. Adalbert von Goldschmidt (1848–1906)- Ein Dichterkomponist im Wiener Fin de Siécle. Engeler Verlag 2020, ISBN 978-3-906050-61-4.
- Das chorische Ich. Writing in the name of: Poetica 8 (gemeinsam mit Günter Blamberger und Michaela Predeick), konkursbuch Verlag, ISBN 3-88769-973-4

## Übersetzungen (Auswahl)

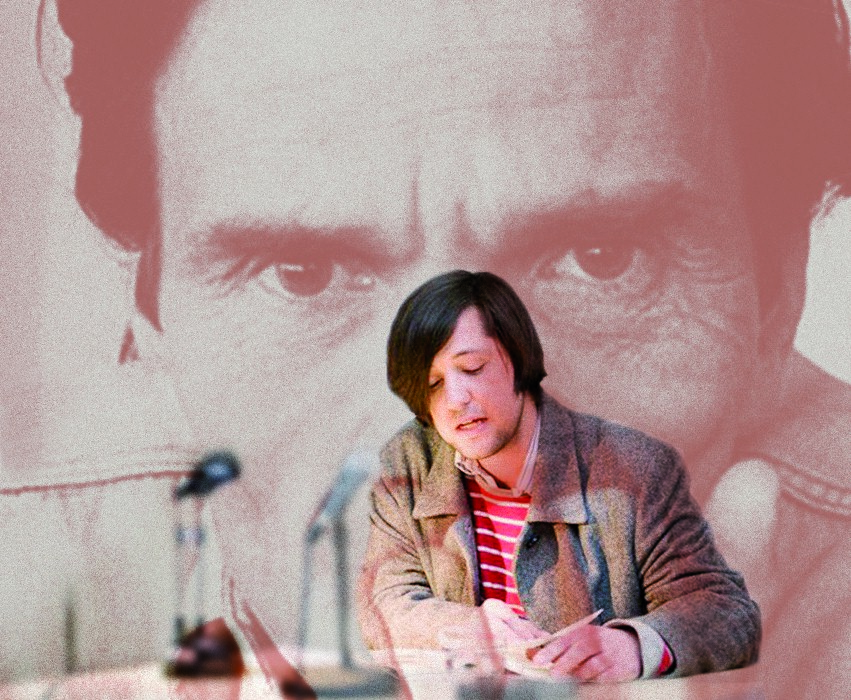
Christian Filips liest im Stuttgarter Literaturhaus aus seinen Übersetzungen von Pier Paolo Pasolini, 2011

- Für Dich, Dir. Gedichte von Louis Dudek (gemeinsam mit Joachim Sartorius). Elfenbein Verlag, Berlin 2006
- Dunckler Enthusiasmo. Friulanische Gedichte von Pier Paolo Pasolini. Urs Engeler Editor, Basel 2009
- PARA-Riding. Gedichte von Laura Riding (gemeinsam mit Monika Rinck). roughbooks, Berlin/Solothurn 2011
- Der Soft-Slalom. Gedichte von Paul Bogaert, roughbooks Berlin/Solothurn 2013
- Die Seele. Ein Gedicht von Christian Prigent, roughbooks Berlin/Solothurn 2014
- Lieder vom Pferd über Bord. Gedichte von Els Moors, Brüterich Press 2016[23]
- Ich bin ein Bauer und mein Feld brennt. Gedichte und konzeptuelle Texte von Halldór Laxness Halldórsson, roughbooks Berlin/Holderbank 2016
- Liste freier Ideen. Eine freudomarxistische Selbstanalyse von Attila József, übersetzt und herausgegeben von Orsolya Kalasz und Christian Filips, roughbooks, Berlin/Holderbank 2017
- Mein Hirn: ein See, Gedichte von Ágnes Nemes Nagy, gemeinsam mit Orsolya Kalasz, roughbooks, Berlin / Schupfart 2022
- Mental Voodoo. Gedichte von Logan February, Poesie Dekolonie / Engeler Verlage, Schupfart 2024
- Jimmy's Blues. Gedichte von James Baldwin, Poesie Dekolonie / Engeler Verlage, Schupfart 2024
- Gedichtübersetzungen in diversen Anthologien, u. a. in: Unmögliche Liebe, Die Kunst des Minnesangs in neuen Übertragungen (2017, Hanser Verlag), Die Morgendämmerung der Worte, Moderner Poesie-Atlas der Roma und Sinti (2018, Die Andere Bibliothek), Grand Tour: Reisen durch die junge Lyrik Europas (2019, Hanser Verlag), Anthologie der spanischen und hispanoamerikanischen Lyrik (C.H.Beck, 2022)

## Auszeichnungen
- 1998–2003 mehrfacher Preisträger: Junges Literaturforum Hessen-Thüringen
- 2000 Preisträger Treffen Junger Autoren
- 2001 Rimbaud-Preis des Österreichischen Rundfunks
- 2004 Moldaustipendium
- 2012 Heimrad-Bäcker-Preis (Förderpreis)[24]
- 2012 Literatur-Fellow des Landes Nordrhein-Westfalen, Raketenstation Hombroich
- 2016 Nominierung für den Clemens-Brentano-Preis der Stadt Heidelberg
- 2021 Stipendium des Deutschen Übersetzerfonds
- 2023 Erlanger Literaturpreis für Poesie als Übersetzung
- 2025 Mondseer Lyrikpreis